# Konrad Plautz
Konrad Plautz, né le 16 octobre 1964 à Navis, est un arbitre autrichien de football. Il officie internationalement depuis 1996.
Il a fait ses débuts dans le championnat autrichien de football en 1992. La FIFA lui a attribué son badge en 1996, et la même année, a été nommé comme arbitre de la finale du championnat d'Europe de football moins de 16 ans à Vienne où le Portugal a battu la France et a été titré.
En plus de son enthousiasme pour le sport, Plautz a toujours été très performant dans ses tests d'aptitudes. Il contrebalance son activité physique avec les rôles de directeur et acteur dans un groupe théâtral local.
Il a été choisi par l'UEFA comme l'un des douze arbitres pour officier les matchs de l'UEFA Euro 2008.
Il a été critiqué pour ses performances dans la Ligue des Champions 2007-2008 et plus récemment dans le match entre le Portugal et la Suisse où il a refusé un but valable et un penalty pour le Portugal.